# Katastrofteori
Katastrofteori är benämning på flera teorier inom olika områden.

## Inom matematik
Inom matematik är katastrofteorin en gren som studerar hur dynamiska system som normalt uppvisar stabilitet och vars jämviktsläge visar låg känslighet för yttre faktorer, vid vissa förutsättningar plötsligt kan bli diskontinuerliga så att jämviktsläget förändras dramatiskt vid små ändringar av yttre faktorer. Jämför kaosteori, som handlar om hög känslighet för initialtillstånd. Katastrofteorin beskriver diskontinuiteten med sju geometriska grundformer (de sju elementära katastroferna). Teorin formulerades av den franske matematikern René Thom under 1960-talet och blev mycket populär på grund av insatserna av Christopher Zeeman under 1970-talet. Spekulativa försök har gjorts att applicera teorin på plötsliga förändringar i naturen och samhället. Forskning inom psykologi har numera framgångsrikt applicerat ekvationer från katastrofteori som modell för mänskligt beteende.

## Inom astronomi
En katastrofteori inom astronomi är en teori för uppkomsten av solsystemet som säger att planeter och andra himlakroppar har bildats av en plötslig katastrof då materia kastats ut från solen. Dessa katastrofteorier anses numer som förlegade.

## Inom geologi
Katastrofteorin inom geologi, även kallad katastrofism, innebär att jorden under sin första tid genomgått ett antal olika katastrofer. Teorin förespråkades bland annat av Georges Cuvier.

## Källhänvisningar
1. ↑  Nordbeck, Patric C.; Soter, Laura K.; Viklund, Johan S.; Beckmann, Emily A.; Kallen, Rachel W.; Chemero, Anthony P. (2019-06-01). ”Effects of task constraint on action dynamics” (på engelska). Cognitive Systems Research 55:  sid. 192–204. doi:10.1016/j.cogsys.2019.02.003. ISSN 1389-0417. PMID 31031565. PMC: PMC6481633. http://www.sciencedirect.com/science/article/pii/S1389041718303590. Läst 9 oktober 2020.
2. ↑  Nordbeck, Patric C.; Lamb, Maurice; Silva, Paula. (9/10/2020). ”Modelling and Simulating Action Dynamics in Underconstrained Tasks in Virtual Reality”. Studies in Perception and Action XV (International Conference on Perception and Action).